# Максимчук Олександр Володимирович
Олександр Володимирович Максимчу́к (народився 12 червня 1966 року, Львів) — український підприємець, громадський діяч і політичний діяч, президент ВБО «Асоціація благодійників України» з 2011 року, Голова оргкомітету Національного конкурсу «Благодійна Україна» з 2012 року, Голова Наглядової Ради Медичного Центру «NOVO» (Львів).
Підтримує проект запровадження «відсоткової філантропії».

## Освіта
- 1983 – закінчив Львівську СШ № 27 з відзнакою.
- 1990 – закінчив Львівський політехнічний інститут, спеціальність – промислове та цивільне будівництво.
- У 1997 – проходив стажування у Дрезденському технічному університеті, спеціальність – зовнішньоекономічна діяльність.
- 2002 – закінчив Академію державного управління при Президентові України, спеціальність – магістр державного управління.

## Досвід роботи
- 1984—1986 – служба в армії.
- У 1986—1988 – муляр у Будівельному управлінні УВС Львівського облвиконкому.
- 1988—1990 – інженер у Львівському обласному штабі студентських загонів.
- 1990—1991 – заступник директора Центру трудових об'єднань молоді «Союз».
- У 1990 – виступив співзасновником АТВТ «Перун» (з 1999 – АТВТ "Транспортна компанія «Перун»). З 1990 по 2001 рр. – голова правління;.
- 2002—2004 – член робочої групи програми «Регуляторна реформа в Україні».
- 2002—2004 – директор Асоціації «Львівський регіональний фонд підтримки підприємництва».
- 2005—2006 – Голова Представництва Державного комітету України з питань регуляторної політики та підприємництва у Львівській області.
- 2006—2011 – Голова правління Міжнародного благодійного фонду «Україна 3000» (з 2011 р. – заступник Голови правління).
- З 2011 – Президент ВБО «Асоціація благодійників України».
- З 2012 – Голова оргкомітету Національного конкурсу «Благодійна Україна»[2].
- З 2014 – Голова Наглядової Ради Медичного Центру «NOVO» (Львів)[3].

## Громадська діяльність
- З 1996 – голова Львівської обласної Асоціації малого і середнього підприємництва.
- 1996—1998 – член Дорадчої ради з питань підприємництва при Львівському міському голові.
- 1997—2005 – член Дорадчо-координаційної ради з питань підприємництва при голові Львівської облдержадміністрації.
- 1999—2003 – голова ревізійної комісії Асоціації сприяння обігу та виробництву алкоголю і тютюнової продукції (Асоціація «СОВАТ», м. Київ).
- З 2000 – заступник голови, у 2002—2005 рр. – голова Дорадчо-координаційного комітету з питань підприємництва при голові ДПА Львівської області.
- З 2001 – віце-президент Об'єднання підприємницьких організацій Львівщини (ОПОЛ) – Регіонального відділення УСПП.
- З 2004 – президент Львівської обласної громадської організації «Центр ділового партнерства».
- З 2004 – член президії Львівської торгово-промислової палати.
- З 2007 – член Оргкомітету, 2009—2011 р. – Голова Оргкомітету Національного конкурсу «Благодійник року».
- З 2011 – Президент ВБО «Асоціація благодійників України».
- З 2012 – Голова Оргкомітету Національного конкурсу «Благодійна Україна»[4].
- З 2014 – Голова Наглядової Ради Медичного Центру «NOVO» (Львів).

## Політична діяльність
- 1997—2005 – член партії «Реформи і порядок», член обласного правління ПРП, заступник голови Львівської міської організації ПРП.
- 1998—2002 – депутат Львівської міської Ради III скликання[5], заступник голови комісії економічної політики і муніципальних ресурсів ЛМР, заступник голови фракції ПРП.
- З 2005 р. – член політичної партії "Народний союз «Наша Україна», член ради Галицької районної організації у м. Львові.

## Відзнаки і нагороди
- Медаль «Трудова слава» Міжнародного Академічного Рейтингу «Золота Фортуна» (2010)[6].
- Орден святителя і чудотворця Миколая від Православної Церкви України до Дня благодійності України (2022)[7].

## Сімейний стан
Одружений. Дружина — Максимчук Юлія Романівна, голова правління Фонду історії українського телебачення. Має трьох дітей: двох синів — Володимир (1988 р. н.) — інженер-будівельник, Мстислав (2001 р. н.) — студент та доньку Таїсію (2012 р. н.) — школярка.

## Основні публікації
- Олександр Максимчук — розмова про благодійність 16 вересня 2019
- А.Максимчук. Нематериальная прибыль благотворительности. ▪ «Контракты» [Архівовано 7 січня 2012 у Wayback Machine.]
- Інтерв'ю з Олександром Максимчуком про бізнес в Україні [Архівовано 24 вересня 2020 у Wayback Machine.]
- Максимчук на Громадському радіо 31 січня 2019 [Архівовано 29 листопада 2020 у Wayback Machine.]
- Олександр Максимчук про те, з чого починався перший приватний бізнес у незалежній Україні Високий Замок 04 вересня 2020 [Архівовано 24 вересня 2020 у Wayback Machine.]

## Виноски
1. ↑  Запровадження відсоткової філантропії стало першим проектом, розглянутим Координаційною радою з питань суспільних законодавчих ініціатив | Асоціація благодійників України. Архів оригіналу за 18 червня 2021. Процитовано 22 вересня 2020.
2. ↑  Вітання учасникам Конкурсу[недоступне посилання]
3. ↑  Центр "Ново" та благодійність. Архів оригіналу за 22 вересня 2020. Процитовано 22 вересня 2020.
4. ↑  Брифінг «Етапи реалізації Національного конкурсу «Благодійна Україна». Архів оригіналу за 8 жовтня 2020. Процитовано 22 вересня 2020.
5. ↑  Архівована копія. Архів оригіналу за 5 грудня 2014. Процитовано 13 грудня 2011.{{cite web}}:  Обслуговування CS1: Сторінки з текстом «archived copy» як значення параметру title (посилання)
6. ↑  "Золота Фортуна" - найвища сходинка до міжнародного визнання!!!. Gazeta.ua. 24 червня 2010. Архів оригіналу за 16 лютого 2023. Процитовано 17 лютого 2023.
7. ↑  Олександра Максимчука нагородили Орденом святителя і чудотворця Миколая